# The Humane League
A The Humane League (THL) é uma organização internacional sem fins lucrativos que trabalha para acabar com o abuso de animais criados para alimentação por meio de ações corporativas, de mídia e comunitárias. Ela opera nos Estados Unidos, no México, no Reino Unido e no Japão. A THL promove dietas baseadas em plantas, realiza pesquisas sobre a eficácia de diferentes intervenções e trabalha para obter compromissos de bem-estar animal das empresas. Foi fundada em 2005 na Filadélfia por Nick Cooney.
A THL recebeu mais de US$ 20 milhões em subsídios da Open Philanthropy, e tem sido uma das principais recomendações da Animal Charity Evaluators desde 2012.

## Ativismo

### Alcance corporativo
A THL esteve envolvida em mais de 100 campanhas para convencer empresas globais a se comprometerem a usar somente ovos de gaiolas sem bateria após uma determinada data, incluindo Sodexo, Mariott International, Costco, Grupo Bimbo, Starbucks, Compass Group e Dunkin' Donuts. A Open Philanthropy escreveu em 2015 que "Outras organizações líderes em campanhas corporativas nos informaram consistentemente que a THL desempenha um papel fundamental nessas campanhas."
Após negociações com a THL, a United Egg Producers - que representa empresas que produzem 95% de todos os ovos produzidos nos Estados Unidos - anunciou que eliminará o abate de pintinhos machos até 2020. O abate de pintinhos refere-se à matança rotineira de pintinhos machos (que são inúteis para a carne ou para a postura de ovos), geralmente por meio de gaseamento ou trituração. A United Egg Producers continuou com o abate de pintinhos apesar desse compromisso, declarando em 2021 que ainda estava buscando "uma alternativa ética e economicamente viável para a prática de abate de pintinhos machos em incubatórios".
O THL também promove a adoção pelas empresas do Compromisso Europeu de Frango, que busca melhorar o bem-estar dos frangos de corte em fazendas de criação intensiva.
Em 2021, a THL divulgou um relatório que constatou que "99% dos frangos de marca dos EUA" eram afetados por white striping, uma doença avícola que causa "níveis elevados de creatina quinase no soro, aumento do teor de gordura no músculo peitoral, estrias brancas grosseiras na direção da fibra muscular e hipertrofia do músculo peitoral que são semelhantes às observações na distrofia muscular hereditária".

### Construção de movimento
A THL busca fortalecer o movimento de defesa dos animais. Ela fornece subsídios, aumenta a colaboração entre organizações, hospeda iniciativas de voluntariado on-line, organiza eventos e ajuda no recrutamento e treinamento.
Em 2016, a THL criou a Open Wing Alliance, uma coalizão global de mais de 100 organizações de bem-estar animal com o objetivo de acabar com o uso de gaiolas na produção de ovos. Nos anos seguintes, a THL recebeu milhões de dólares em doações do Open Philanthropy para continuar a crescer e sustentar a Open Wing Alliance.

### Defesa dos interesses veganos
Desde 2008, a THL vem educando o público sobre a criação intensiva de animais e defendendo um estilo de vida vegano. A THL usa redes sociais, anúncios on-line, mídia, folhetos, livros de receitas e bancas de jornal.

### Pesquisa
A THL fundou em 2013 uma unidade de pesquisa chamada "The Humane League Labs", que avalia a eficácia de diferentes táticas de defesa dos animais. Em junho de 2016, a The Humane League Labs estava planejando realizar pesquisas sobre o grau em que a defesa dos animais de fazenda motiva a compra de produtos veganos e sobre a eficácia do alcance vegano on-line. A Vegan Publishers criticou a metodologia e os relatórios de estudos anteriores da The Humane League Labs.

## Recepção
Os anúncios de defesa vegana on-line da THL foram discutidos e criticados no LessWrong e pelo utilitarista Brian Tomasik.
Em parte como resultado da recomendação do Animal Charity Evaluators, a THL tem sido vista de forma positiva no movimento de altruísmo eficaz. A Raising for Effective Giving lista a THL como uma instituição beneficente de destaque na área de bem-estar animal. O The Chronicle of Philanthropy citou um exemplo de um altruísta eficaz que optou por seguir uma carreira em finanças para que pudesse participar do movimento Earning to Give, doando grandes somas para a The Humane League para ajudá-la a gastar mais na busca de seus objetivos.
Em agosto de 2023, a THL foi listada como uma das principais instituições de caridade pela Animal Charity Evaluators desde agosto de 2012, com a revisão mais atualizada em 2021.

## Financiamento

### Open Philanthropy
A Open Philanthropy fez várias doações para "apoio geral": US$ 1 milhão em 2016, US$ 10 milhões em 2018, US$ 7 milhões em 2021 e US$ 8,3 milhões em 2022. Também fez doações para a THL apoiar e expandir a Open Wing Alliance. Também fez doações para projetos específicos, como campanhas para produção de ovos sem gaiolas ou para ajudar a THL a apoiar a Open Wing Alliance.